# Prosoparia rugosa
Prosoparia rugosa là một loài bướm đêm trong họ Erebidae.